# Thomas Sykora
Thomas Sykora, född 18 maj 1968, är en österrikisk tidigare alpin skidåkare. Han kommer från en idrottsfamilj: hans far Ernst Sykora var skidlärare, och hans släktingar Liese Prokop och Maria Sykora var båda framgångsrika idrottare.

## Världscupvinster

### Delcuper
| Säsong | Inriktning |
| ------ | ---------- |
| 1997   | Slalom     |
| 1998   | Slalom     |

### Deltävlingsvinster
| Datum            | Plats                         | Lopp   |
| ---------------- | ----------------------------- | ------ |
| 14 januari 1996  | Kitzbühel, Österrike          | Slalom |
| 10 mars 1996     | Hafjell, Norge                | Slalom |
| 24 november 1996 | Park City, Utah, USA          | Slalom |
| 17 december 1996 | Madonna di Campiglio, Italien | Slalom |
| 6 januari 1997   | Kranjska Gora, Slovenien      | Slalom |
| 12 januari 1997  | Chamonix, Frankrike           | Slalom |
| 19 januari 1997  | Wengen, Schweiz               | Slalom |
| 4 januari 1998   | Kranjska Gora, Slovenien      | Slalom |
| 26 januari 1998  | Kitzbühel, Österrike          | Slalom |

### Fotnoter
1. ↑  ”1997 World Cup Ski Standings (Slalom)”. FIS-SKI.com. Federation Internationale de Ski. Arkiverad från originalet den 25 mars 2011. https://www.webcitation.org/5xS4WXi24?url=http://www.fis-ski.com/uk/604/1467.html?suchen=true.
2. ↑  ”1998 World Cup Ski Standings (Slalom)”. FIS-SKI.com. Federation Internationale de Ski. Arkiverad från originalet den 25 mars 2011. https://www.webcitation.org/5xS4h3lNC?url=http://www.fis-ski.com/uk/604/1467.html?suchen=true.